# 敦煌 (映画)
『敦煌』（とんこう、中: Dun-Huang；英: The Silk Road）は、1988年の日本・中国合作映画。1989年の第12回日本アカデミー賞で複数受賞をした（#受賞を参照）。原作は井上靖の小説『敦煌』。

## あらすじ
北宋のころ、主人公・趙行徳は科挙の最終試験殿試を受けるため首都開封府にやってきた。行徳に出された問題は「西夏対策を論ぜよ」であったが、西夏が単なる辺境だと思っていた行徳はまともに答えることが出来ず、受験に失敗する。
次回の科挙は3年後であり、失望感のあまり自暴自棄になっていた行徳は、西夏出身の女と知り合ったことから西夏に興味を持ち、西へと旅する。しかし、途中で西夏の傭兵の漢人部隊に捕獲されてその兵に編入されてしまう。漢人部隊々長の朱王礼は行徳に目を掛け、彼を漢人部隊の書記に抜擢する。辺境だとばかり思っていた西夏は、シルクロードの拠点として仏教文化の華開く砂漠のオアシスだった。西夏軍がウイグルを攻略した際、行徳はウイグルの王女・ツルピアを助けて匿い、やがて彼女と愛し合うようになる。やがてその才能を認められた行徳は、西夏の首都への留学を命じられ、ツルピアの庇護を朱王礼に託して旅立つ。
しかし留学期間が延び、ようやく西夏に戻ったときには、ツルピアは西夏の皇太子・李元昊のウイグル支配の手段として、強制的に彼の妻となることになっていた。婚礼の席上、ツルピアは李元昊を殺害しようとするが失敗、そのまま城壁から身投げしてしまう。李元昊に対して反感をつのらせた朱王礼は、李元昊が敦煌を制圧してそこに入城する機をとらえて反乱をおこすが、すんでのところで李元昊を逃してしまい、壮絶な戦闘の後に戦死する。戦乱の中で大混乱に陥る敦煌。行徳は敦煌の文化遺産を戦乱から守ることを決意し、貴重な書籍や経典を敦煌郊外の石窟寺院に運び出しに成功し、後世に敦煌文献として遺された。

## 出演
朱王礼
演 - 西田敏行
行徳が入隊した西夏漢族部隊の長であるが、特に識字能力のある行徳を目にかけて、首都・興慶に留学させる。ツルピアの保護を行徳から引き受けたが、行徳の帰りが遅いので君主に奪われ、帰ってきた行徳を責めるもツルピアの死後、行徳を除隊させる。
趙行徳
演 - 佐藤浩市
北宋出身者。科挙に失敗した日に売りに出された西夏の女を助けたことがきっかけで、隊商に混ぜてもらい、西夏へ行くことにした。王礼に留学を進められるが、代わりにツルピアの保護を頼んだ。その後、王礼の軍隊が解体状態となり、王礼は彼を軍籍から解放する。
李元昊
演 - 渡瀬恒彦
西夏の君主。王礼がツルピアをかくまっていたのを知り、西夏の利益になると考えてツルピアとの結婚を画策してしまう。
呂志敏
演 - 柄本明
行徳と一緒に隊商に入り、西夏軍に確保された。けがで歩けなくなり、王礼に切られそうになるが、未遂で終わり、延恵に救助される。だが、その時の後遺症で聾唖者になってしまった。
曹延恵
演 - 田村高廣
志敏を助けた敦煌の大家。君主（李元昊）に対して、太守にしてほしいと訴えるが断られてしまい、自暴自棄となり、志敏たちがすくった書物などを入れた洞窟もろとも道連れに爆死しようとして、死ぬ。
段茂貞
演 - 新藤栄作
ツルピア王女
演 - 中川安奈
ウイグルの王女（原作では王弟の娘）。恋人が行方不明になって探したところ、行徳に確保される。その後、王礼の保護を受けるが、李元昊に強引に王妃にさせられそうになり、自殺死。
西夏の女
演 - 三田佳子
科挙に失敗した行徳が町に出ると、売りに出された人。行徳は彼女の身代金を払い、彼女を救出。代わりに、行徳にイルガイ（興慶と思われる）の通行許可書（パスポート）を渡される。
漢人の無頼漢
演 - 綿引勝彦
「西夏の女」を街中の市場で売りだしていた男。原作では、「西夏の女」曰く、「ウイグル出身」らしいとのこと。
尉遅光
演 - 原田大二郎
行徳を隊商に入れて、西夏へ連れてきた男で、もともとは于闐の王族だったらしいが、李元昊によって王族の資格を奪われたらしい（この当時はホータンは滅びていなかった）。今でも元王族のプライドはあって、「うちは西夏やウイグルよりも格上」と行徳に豪語する。
没蔵嗣文
演 - 蜷川幸雄
志敏と一緒に洞窟に書物などの保護をしている。
野利仁栄
演 - 鈴木瑞穂
孫史衝
演 - 辻萬長
呉憲
演 - 伊藤敏八
劉智順
演 - 頭師孝雄
陳玄達
演 - 頭師佳孝
絵師
演 - 加藤和夫
その他演者
松村冬風、山田明郷、木村栄、森岡隆見、天田益男、宮坂ひろし、小林清志、勝生真沙子ほか

## スタッフ
- 監督：佐藤純彌
- 脚本：吉田剛
- ナレーター：大滝秀治
- 音楽：佐藤勝、佐藤純彌
- 製作：武田敦、入江雄三
- 製作総指揮：徳間康快
- 撮影：椎塚彰
- 照明：梅谷茂
- 美術：徳田博、冠鴻烈
- 編集：鈴木晄
- 録音：橋本泰夫
- 整音：橋本文雄
- 音響効果：斎藤昌利
- 衣裳デザイン：柳生悦子、田代洋子
- プロローグ・タイトルクレジット：ソウル＆イレーヌ・バス
- 題字：飯島春敬
- 視覚効果：中野稔
- 技斗：久世浩
- セカンドユニット監督：松永好訓
- 現像：IMAGICA
- スタジオ：にっかつ撮影所、大映スタジオ
- 協賛：日本航空、中国民航
- プロデュース：結城良熙、馬万良、佐藤正大
- 統括：木暮剛平
- 製作顧問：春名和雄
- 製作者：武田敦、入江雄三
- 合作公司代表：時継純
- 八一廠代表：徐潮
- 特別製作：丸紅
- 特別協賛：松下電器産業
- 提携：日本テレビ放送網
- ロケ協力：中国文物事業管理局、甘粛省人民政府、敦煌市、酒泉市、嘉峪関市
- 製作協力：IMAGICA、徳間書店、東光徳間、大映映像、ニューセンチュリープロデューサーズ
- 協力：中国電影合作制片公司、中国人民解放軍八一電影制片廠
- 特別協力：中国電影輸出輸入公司

## 製作
1974年、徳間康快が大映を買収し、社長就任の会見で「我が大映としては井上靖先生の『敦煌』と司馬遼太郎先生の『坂の上の雲』を映画化する」と発表をした。原作が1959年から『群像』（講談社）で連載されており、徳間は愛読していた。倒産した大映は劇場チェーンを失っており、生きていくためには海外マーケットを狙った大作を作らなければならないという狙いだった。徳間は10年以上かけて買い集めた日本刀コレクションの中から、最も大切にしていた一振を持ち井上を訪ね、それを土産に映画化権獲得を切り出すものの、原作の映画化権は井上の小説『闘牛』のモデル・小谷正一に渡っていた。小谷は小林正樹と製作を進め、小林が既に脚本も完成させていたものの、中華人民共和国（以下、中国）から撮影許可が全く下りず、北海道で撮る計画を立てたりし苦しんでいた。徳間と小谷の共通の友人である東映の岡田茂は「徳間は『敦煌』を日中合作で映画化してみせると言っている。やらせてやってくれないか」と小谷を説得し、金銭的な契約は何もなく映画化権は徳間へ移った。小林と打ち合わせを進めながら、徳間は莫大な製作費を用意するため奔走。1972年から日中映画交流に着手し、実現の機会を待った。
徳間康快は最も中国との貿易に力を入れていた丸紅へアプローチし、社長の春名和雄に熱弁を振るって5億円の出資を引き出した。電通や松下グループなどと交渉を持ち、資金面でも映画化実現に一歩一歩近づいていった。しかし徳間と小林正樹が芸術的な部分で平行線を辿り、共通の友人である佐藤正之を間に立てて、小林を降板させる。「あれだけ『敦煌』の映画化に燃え、人生すら賭けていた小林正樹を切るとは」と徳間は批判された。
1974年4月3日、東京銀座の三笠会館で深作欣二のメガホンによる本作の製作発表が行われた。徳間・深作のほか、「石橋をたたいてもまだすぐには渡らない」とも言われた東宝の松岡功が同席したことで、「本作は本当に出来るようだ」と報道された。深作は『上海バンスキング』を監督する前に頼まれ、引き受けたと自著で述べている。敦煌へロケーションハンティングに行く途中で上海へ寄り、当地の映画撮影所と協力を構築しながら、本作へ繋げられたらと思案。軍馬の手配、夏・秋・冬の雪が大地を覆っているところを三つは撮りたいと考え、『上海バンスキング』がクランクアップした後に本作の準備にとりかかり、朱王礼に千葉真一、趙行徳に真田広之をキャスティングしていた。しかし馬が足りないことや、原作の人肉市場でウイグルの王女が人身売買する個所の歴史的事実があるかないかで徳間康快らと対立。同時期に深作は東映から3ヶ月で映画『火宅の人』を撮らないかというオファーを受ける。本作の準備に時間がかかると踏み、一時的に離れるが、さらにこれが徳間らと気まずくなり、雰囲気を悪化させてしまった。このまま自分が撮ると迷惑がかかると深作は思い、映画『未完の対局』を監督した佐藤純彌なら中国の人たちと信頼関係があるからと、本作をバトンタッチし、「自分が外れるからキャスティングも一新して構わない」と佐藤へ告げていた。降板した深作は「（ロケハン以外にも鎧の手配など）予算を使いすぎて大映へ非常に迷惑を掛けた」と述べている。
「1982年夏、全国東宝系170館で公開する」と松岡功は公言していた。同年に日本で公開された映画『未完の対局』は中国側が徳間康快に「一緒にやらないか」と脚本を示してきたもので、「娯楽性を考えると、これは映画になりにくい」と徳間康快は判断したが、「これをやらなくては『敦煌』への道は開かれない」と意を決し、初の日中合作を実現させた。この成功により、中国側も『敦煌』に対して理解をし始め、実現に向けて大きな可能性が生まれた。企画当初は20億円と見られていた予算は、10年間の時を経て、物価の上昇などで35億円にまでハネ上がっていた。なお中国当局によって、製作費は中間搾取され、撮影機材は日中友好の名の下に、全て接収されたという。

## プロモーション
関連企業・団体に618万枚の前売り券が配布され、そのうち売上は450万枚に達した。
映画PR時のイメージソングとして、ケヴィン・コスナー率いるバンド「ROVING BOY」（ロヴィン・ボーイ）による楽曲『THE SIMPLE TRUTH』が使用された。
ツルピアを演じた中川安奈の歌うイメージソング『砂漠の海へ』がシングルで発売された。

## 受賞
第12回日本アカデミー賞（1989年）
- 最優秀作品賞
- 最優秀監督賞 - 佐藤純彌
- 最優秀主演男優賞 - 西田敏行
- 最優秀撮影賞 - 椎塚彰
- 最優秀照明賞 - 梅谷茂
- 最優秀美術賞 - 徳田博・寇鴻烈
- 最優秀録音賞 - 橋本泰夫・橋本文雄

第62回キネマ旬報ベスト・テン（1989年）
- 新人女優賞 - 中川安奈
- 日本映画第13位